# Asmate retata
Asmate retata är en fjärilsart som beskrevs av Adrian Hardy Haworth 1809. Asmate retata ingår i släktet Asmate och familjen mätare. Inga underarter finns listade i Catalogue of Life.